# 皮乌贝加
皮乌贝加（義大利語：Piubega），是意大利曼托瓦省的一个市镇。总面积16平方公里，人口1773人，人口密度110.8人/平方公里（2009年）。国家统计（ISTAT）代码为020041。